# Prima facie (droit)
Pour les articles homonymes, voir Prima facie.
 (septembre 2014).
Le contenu est difficilement compréhensible vu les erreurs de traduction, qui sont peut-être dues à l'utilisation d'un logiciel de traduction automatique.
Prima facie (terme dérivé du latin prīmā faciē) est une expression latine signifiant « de prime abord » ou « à première vue ». La traduction littérale est « à la première face », prima étant la forme féminine de primus (« premier ») et facies signifiant « face » à l'ablatif absolu. En anglais juridique moderne, elle signifie qu'au premier examen, une affirmation semble évidente à partir des faits. Dans les pays soumis à la common law, prima facie désigne une preuve qui, à moins d'être réfutée, suffit à prouver une proposition ou un fait précis.

## Charge de la preuve
Dans la plupart des procédures judiciaires, l'une des parties a la charge de la preuve, qui exige qu'elle présente des preuves prima facie pour tous les faits essentiels de son dossier. Si elle ne peut le faire, ses demandes sont rejetées sans que la partie adverse n'ait besoin de répondre. Une cause prima facie peut être insuffisante ; si une partie adverse présente d'autres preuves ou s'engage dans une défense affirmative (c'est-à-dire qu'elle reconnaît en partie les preuves de l'autre partie), la cause peut seulement être réconciliée lors d'un procès. Parfois, la présentation de preuves prima facie est appelée « monter un dossier ».
Par exemple, lors d'un procès pour meurtre, le ministère public a la responsabilité de présenter des preuves prima facie pour chaque élément du crime dont est accusé le prévenu. Dans ce cas, il lui faut présenter la preuve que la victime est vraiment morte, que les gestes du prévenu ont provoqué la mort et que le prévenu a agi avec préméditation. Si aucune des parties ne présente de nouvelles preuves, l'issue du procès est déterminée seulement par les preuves prima facie, ou un manque de preuves.
Les preuves prima facie n'ont pas à être concluantes ou irréfutables. À ce stade du procès, on cherche seulement à savoir si l'une des parties possède un dossier suffisamment solide pour provoquer un procès, et pas si les preuves réfutent le dossier. Dans quelques pays, comme le Royaume-Uni, le procureur dans un procès criminel doit dévoiler toutes les preuves à la défense, y compris les preuves prima facie. Le but de la doctrine prima facie est d'empêcher les adversaires d'émettre des accusations frivoles qui feraient perdre du temps à la partie adverse.